# Chụp ảnh từ

Ảnh cấu trúc đômen của màng mỏng permalloy chụp trên kính hiển vi điện tử truyền qua Philips CM20 ở chế độ Fresnel, cho tương phản về các vách đômen 90^{o} và các gợn sóng.

Trong ngành từ học và vật liệu từ, chụp ảnh từ (tiếng Anh: magnetic imaging), hay đầy đủ là chụp ảnh cấu trúc từ, là tên gọi chung của các kỹ thuật quan sát và ghi lại cấu trúc điện từ của vật rắn, mà cụ thể là các vật liệu từ. Các kỹ thuật này đóng vai trò hết sức quan trọng trong việc tìm hiểu các tính chất vi mô, cũng như cơ chế và bản chất từ tính trong các vật liệu. Chụp ảnh từ có thể phân chia thành nhiều nhóm kỹ thuật dựa trên nguyên lý tạo ảnh.

## Kỹ thuật sử dụng ánh sáng khả kiến
Là nhóm các phương pháp quan sát ảnh cấu trúc đômen dựa trên việc sử dụng ánh sáng khả kiến, chủ yếu là hai phương pháp là phương pháp Bitter và phương pháp MOKE. Độ phân giải của các kỹ thuật này bị giới hạn bởi bước sóng của ánh sáng khả kiến.

Nguyên lý kỹ thuật toàn ảnh điện tử, một trong những kỹ thuật chụp ảnh cấu trúc từ với độ phân giải rất cao sử dụng chùm điện tử chiếu xuyên qua mẫu.

### Phương phápnhũ tươngảnh Bitter
Là kỹ thuật sử dụng để quan sát cấu trúc đômen trong lịch sử, được xây dựng lần đầu tiên vào năm 1931 bởi F. Bitter , cũng qua đó khẳng định giả thuyết về sự tồn tại của cấu trúc đômen trong các vật liệu sắt từ. Nguyên lý kỹ thuật này là sử dụng các chất lỏng huyền phù có chứa các hạt nano oxide sắt (Fe3O4) tẩm thực lên bề mặt vật liệu từ đã được mài bóng rất cẩn thận. Các hạt sắt từ sẽ bao quanh các đômen, và khi sử dụng kính hiển vi quang học quan sát bề mặt sẽ cho bức tranh về các đômen. Kỹ thuật này ngày nay hầu như ít được sử dụng do việc hạn chế về độ phân giải, cũng như quá trình xử lý mẫu phức tạp, đồng thời đem lại ít thông tin trực tiếp.

### Phương pháp quang từ MOKE
MOKE là chữ viết tắt của Magneto-Optical Kerr Effect, là kỹ thuật quan sát dựa trên hiệu ứng từ quang Kerr. Khi một chùm sáng phân cực tròn phản xạ trên bề mặt của một vật liệu từ, mặt phẳng phân cực sẽ bị quay đi phụ thuộc vào từ độ của mẫu. Phương pháp MOKE có ưu điểm là dễ thực hiện, đồng thời không đòi hỏi việc phá hủy mẫu và quá trình chụp ảnh nhanh. Nhưng nhược điểm là độ phân giải kém (do hạn chế về tính chất nhiễu xạ của ánh sáng khả kiến).

## Kỹ thuật sử dụng chùm điện tử
Là nhóm các kỹ thuật chụp ảnh cấu trúc đômen bằng cách sử dụng chùm điện tử có năng lượng cao để tạo ảnh. Vì sóng điện tử có bước sóng rất ngắn nên các kỹ thuật này vượt qua được hạn chế về độ phân giải của ánh sáng khả kiến, nhưng cách thức tạo ảnh phức tạp hơn.

### Kính hiển vi Lorentz
Kính hiển vi Lorentz là một kỹ thuật chụp ảnh từ trong kính hiển vi điện tử truyền qua, bắt đầu được phát triển từ năm 1959  đang là một trong những kỹ thuật phổ biến nhất để chụp ảnh cấu trúc từ với độ phân giải rất cao (xem chi tiết bài Kính hiển vi Lorentz). Nguyên lý của Lorentz TEM dựa vào việc ghi lại độ lệch của chùm điện tử khi truyền qua mẫu do điện từ trường trong mẫu mỏng. Ngày nay, kính hiển vi Lorentz bao gồm hai kỹ thuật sử dụng với hai loại kính hiển vi điện tử truyền qua:
- Kỹ thuật Fresnel: là kỹ thuật sử dụng chùm điện tử song song chiếu qua mẫu, kỹ thuật này sử dụng trong các kính hiển vi điện tử truyền qua truyền thống, với độ phân giải có thể đạt tới 30 nm, cho tương phản về các vách đômen
- Kỹ thuật DPC: là kỹ thuật thực hiện trên các STEM, sử dụng một chùm điện tử hội tụ thành một mũi dò rất nhỏ và quét qua mẫu, tạo nên hình ảnh tương phản về các đômen, hay chính xác là sự phân bố về cảm ứng từ trong mẫu. Kỹ thuật này có thể cho độ phân giải dưới 5 nm, là một trong những kỹ thuật tốt nhất hiện nay [4].

### Toàn ảnh điện tử
Cũng là một cải tiến của kính hiển vi điện tử truyền qua, tạo ra ảnh cấu trúc từ bằng cách ghi lại ảnh toàn ký của chùm điện tử chiếu qua mẫu với chùm điện tử ban đầu. Phương pháp này cũng cho độ phân giải rất cao, nhưng đòi hỏi thiết bị đắt tiền và các bước tiến hành khá phức tạp.

### Kính hiển vi điện tử quét
Ở kính hiển vi điện tử quét, người ta có thể chụp ảnh cấu trúc từ bằng chế độ phân cực, SEMPA. SEMPA, là tên viết tắt của Scanning electron microscope with polarisation analysis (Kính hiển vi điện tử quét có phân tích phân cực) là kỹ thuật chụp ảnh cấu trúc từ bằng kính hiển vi điện tử quét, dựa trên việc ghi lại độ phân cực spin của chùm điện tử thứ cấp phát ra từ bề mặt mẫu vật rắn khi có chùm điện tử hẹp quét trên bề mặt .
Kỹ thuật này cho ảnh phân bố của cảm ứng từ trong mẫu, tương tự như ảnh DPC, nhưng độ phân giải và tương phản kém hơn rất nhiều, đồng thời thời gian ghi ảnh dài hơn rất nhiều. Điểm mạnh là SEMPA không đòi hỏi mẫu mỏng, đồng thời cho thông tin về cả ba thành phần từ độ.

## Kỹ thuật sử dụng đầu dò
Là nhóm các thiết bị chụp ảnh từ sử dụng thiết bị quét đầu dò, hoạt động dựa trên việc ghi lại tương tác từ giữa mũi dò nhọn với bề mặt mẫu từ khi mũi dò quét trên bề mặt mẫu. Nhóm kỹ thuật này có thể bao gồm sử dụng kính hiển vi lực từ và kính hiển vi quét chui hầm.

### Kính hiển vi lực từ
Kính hiển vi lực từ là một trong những kỹ thuật chụp ảnh từ phổ biến trong nhóm các thiết bị quét đầu dò, ghi ảnh dựa trên việc ghi lại lực từ giữa mũi dò (là các vật liệu từ) với bề mặt mẫu khi mũi dò quét qua mẫu . Kính hiển vi lực từ có thể cho độ phân giải tới 25 nm, nhưng là kỹ thuật ghi ảnh rất chậm và độ tương phản thấp, đồng thời đôi khi cấu trúc từ bị ảnh hưởng bởi từ trường từ trên mũi dò.

### Kính hiển vi quét chui hầm phân cực spin
Kính hiển vi quét chui hầm phân cực spin (Spin-polarized scanning tunneling microscopy) là kỹ thuật chụp ảnh từ có độ phân giải tốt nhất hiện nay tới cấp độ nguyên tử , thực hiện trên kính hiển vi quét chui hầm. Tương tự như MFM sử dụng mũi dò, thiết bị này cũng sử dụng một mũi dò có phủ vật liệu từ để ghi lại dòng điện tử phân cực spin chui hầm phát ra từ mẫu sắt từ để ghi lại ảnh cấu trúc từ. Dù có độ phân giải rất cao (tốt nhất hiện nay), nhưng tương tự như MFM, kỹ thuật này có hạn chế là thời gian ghi ảnh rất lớn.

## Kỹ thuật sử dụng bức xạ
Nhóm kỹ thuật này có thể bao gồm phương pháp sử dụng các bức xạ synchrotron hay tia X để kích thích việc tạo ảnh, hoặc dựa trên nhiễu xạ neutron để tính toán cấu trúc từ.

### XMCD-PEEM
Là phương pháp tạo ảnh cấu trúc từ bằng cách sử dụng nguồn tia X phân cực để kích thích mẫu  (X-ray magnetic circular dichroism), tạo ra các điện tử phát xạ phân cực spin trong thiết bị kính hiển vi phát xạ điện tử qua đó chụp ra bức ảnh sự phân bố về cảm ứng từ trong mẫu. Phương pháp này có ưu điểm là tốc độ chụp nhanh, cho 3 thành phần từ độ và không đòi hỏi mẫu mỏng như kính hiển vi điện tử truyền qua cho dù độ phân giải và tương phản không đạt tốt như các phương pháp sử dụng chùm điện tử.

### Nhiễu xạ neutron
Nhiễu xạ neutron tương tự như nhiễu xạ tia X, sử dụng chùm neutron tán xạ trên mẫu. Do neutron có mômen từ, nó sẽ bị nhiễu xạ bởi các phân mạng từ trong mẫu, do đó từ phổ nhiễu xạ neutron có thể xác định ra cấu trúc từ và sự đóng góp của các phân mạng từ vào từ tính của mẫu. Kỹ thuật này đôi khi hơi khác so với các phép chụp ảnh từ khác nhưng có thể xếp chung một nhóm.

## Những tiến bộ gần đây
Trong thời gian gần đây, các kỹ thuật chụp ảnh từ đã liên tục phát triển, và đang trở thành những công cụ mạnh để nghiên cứu cấu trúc và tính chất vi từ của các vật liệu và linh kiện từ tính. Người ta đã cải tiến nhiều tính năng từ các phép đo sơ khai (ví dụ bổ sung các bộ phận từ hóa để ghi nhận sự thay đổi trực tiếp tính chất từ trong quá trình từ hóa, qua đó tìm hiểu và khẳng định một cách chính xác các cơ chế từ hóa cũng như tính chất động học trong vật liệu và linh kiện từ tính.
Tăng cường độ phân giải không gian và độ phân giải không gian, cũng như khả năng thông dịch các thông tin từ các kết quả đang là những vấn đề đặt ra cho các kỹ thuật chụp ảnh từ. Kỹ thuật có thể cho độ phân giải tốt nhất hiện nay là sử dụng STM, nhưng lại đòi hỏi thời gian chụp dài và môi trường chân không siêu cao. Các kỹ thuật sử dụng kính hiển vi điện tử truyền qua là những phương án khá tối ưu với khả năng cho ảnh với độ phân giải cao, thời gian chụp ngắn, nhưng bị cản trở bởi chiều dày mẫu và khá đắt tiền. Các phương pháp phục hồi pha của sóng điện tử  đang là những phép phân tích khả dĩ trong thời gian gần đây.